# Кокорени (Горж)
Кокорени (рум. Cocoreni) насеље је у Румунији у округу Горж у општини Балтени. Oпштина се налази на надморској висини од 154 m.

## Становништво
Према подацима из 2002. године у насељу је живело 1398 становника, од којих су сви румунске националности.